# Scotinella sculleni
Espèce
Synonymes
- Phrurolithus sculleni Gertsch, 1941

Scotinella sculleni est une espèce d'araignées aranéomorphes de la famille des Phrurolithidae.

## Distribution
Cette espèce se rencontre aux États-Unis au Washington et au Canada en Colombie-Britannique,.

## Description
La femelle holotype mesure 2,05 mm.

## Publication originale
- Gertsch, 1941 : New American spiders of the family Clubionidae. I. American Museum novitates, no 1147, p. 1-20 (texte intégral).